# Gideon Schwarz
Gideon E. Schwarz (ur. 1933, zm. 2007) – izraelski statystyk, profesor Uniwersytetu Hebrajskiego w Jerozolimie. Twórca Bayesowskiego kryterium informacyjnego Schwarza, jednego ze wskaźników dopasowania wykorzystywanych w modelowaniu równań strukturalnych.